# Asaf Avidan

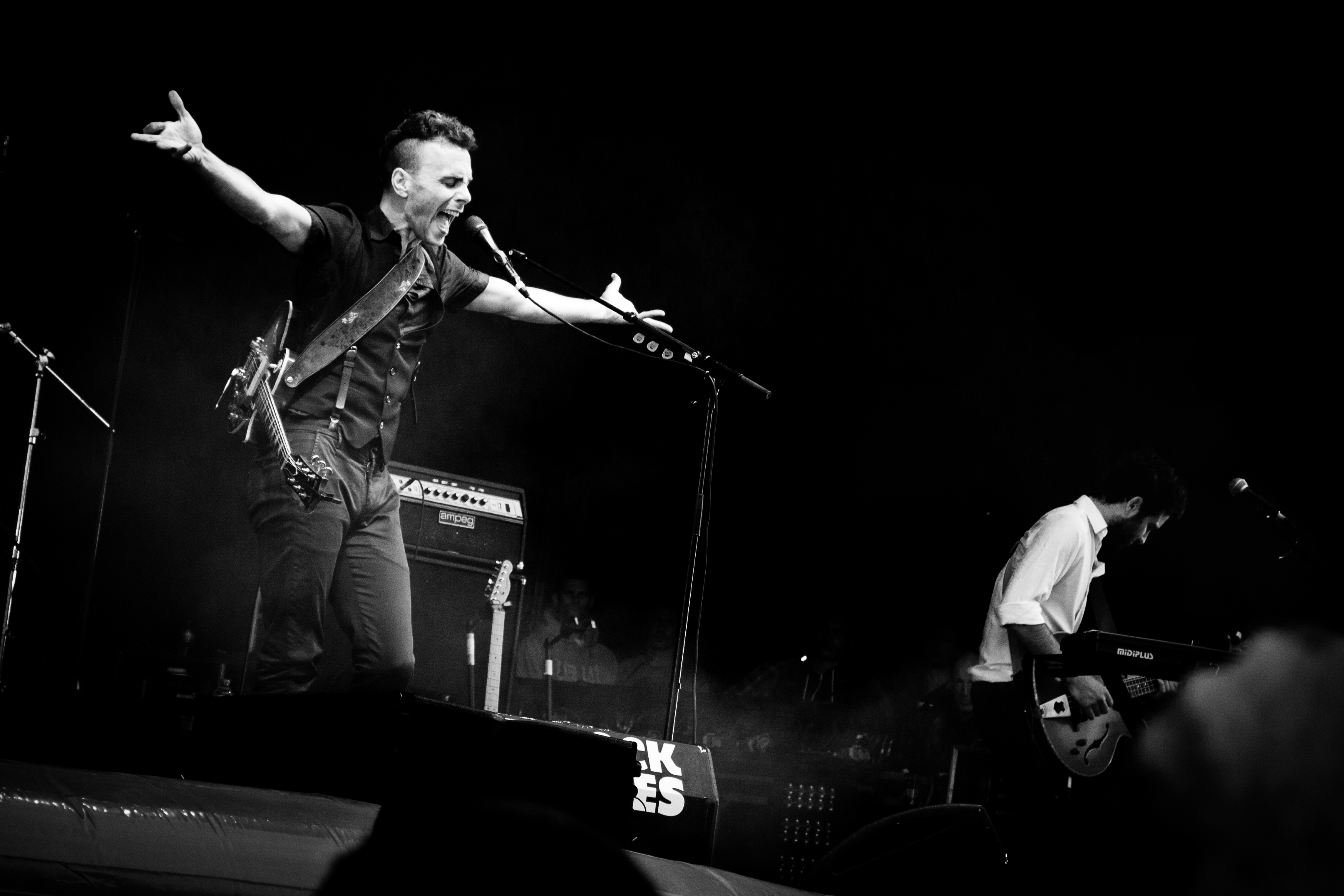
Avidan tijdens optreden bij Eurockéennes de Belfort in 2013

Asaf Avidan (Hebreeuws: אסף אבידן) (Jeruzalem, 23 maart 1980) is een Israëlische singer-songwriter en muzikant. Hij is tevens frontman van de folkrock-band Asaf Avidan & The Mojos. Zijn stem wordt vaak vergeleken met die van Janis Joplin en Robert Plant.

## Biografie
Avidan werd in Jeruzalem geboren in 1980. Zijn ouders waren diplomaten voor het Israëlische ministerie van Buitenlandse Zaken. Zijn kinderjaren bracht hij door op Jamaica. Na zijn dienstplicht in Israël studeerde Avidan aan de Bezalel Academy of Art and Design in Jeruzalem. Na zijn studie verhuisde hij naar Tel Aviv en werkte daar als animator. Nadat zijn relatie met zijn vriendin was verbroken nam Avidan ontslag en keerde terug naar Jeruzalem om zich te richten op zijn hobby, muziek. In 2006 richtte hij de band Asaf Avidan & The Mojos op. The Mojos bestaan uit bassist Ran Nir, drummer Yoni Sheleg, gitarist Roi Peled en cellospeler Hadas Kleinman. De band bracht drie albums uit. In 2012 werd Avidan ook in Nederland en Vlaanderen bekend nadat de Duitse house- en techno-dj Wankelmut (Jacob Dilßner) een remix-versie maakte van het nummer The Reckoning. De remix One day / Reckoning song (Wankelmut rmx) genaamd, werd een nummer 1-hit in de Nederlandse Single Top 100, de Nederlandse Top 40 en in de Vlaamse Ultratop 50. Ook in Duitsland en Wallonië werd de single een nummer 1-hit.

## Discografie

### Albums
| Album met eventuele hitnotering(en) in de Nederlandse Album Top 100 | Datum van verschijnen | Datum van binnenkomst | Hoogste positie | Aantal weken | Opmerkingen                 |
| ------------------------------------------------------------------- | --------------------- | --------------------- | --------------- | ------------ | --------------------------- |
| Now That You're Leaving                                             | 2006                  | -                     |                 |              | ep                          |
| The Reckoning                                                       | 2008                  | -                     |                 |              | als Asaf Avidan & The Mojos |
| Poor Boy / Lucky Man                                                | 2009                  | -                     |                 |              | als Asaf Avidan & The Mojos |
| Through the Gale                                                    | 2010                  | -                     |                 |              | als Asaf Avidan & The Mojos |
| Different Pulses                                                    | 2013                  | -                     |                 |              |                             |
| Gold Shadow                                                         | 2015                  | -                     |                 |              |                             |

| Album met hitnotering(en) in de Vlaamse Ultratop 200 albums | Datum van verschijnen | Datum van binnenkomst | Hoogste positie | Aantal weken | Opmerkingen                 |
| ----------------------------------------------------------- | --------------------- | --------------------- | --------------- | ------------ | --------------------------- |
| The reckoning                                               | 2008                  | 18-08-2012            | 91              | 2            | als Asaf Avidan & The Mojos |
| Different Pulses                                            | 2013                  | 02-02-2013            | 82              | 14           |                             |
| Gold Shadow                                                 | 2015                  | 24-01-2015            | 102             | 3            |                             |

### Singles
| Single met eventuele hitnotering(en) in de Nederlandse Top 40 | Datum van verschijnen | Datum van binnenkomst | Hoogste positie | Aantal weken | Opmerkingen                                                  |
| ------------------------------------------------------------- | --------------------- | --------------------- | --------------- | ------------ | ------------------------------------------------------------ |
| One day / Reckoning song (Wankelmut rmx)                      | 29-06-2012            | 18-08-2012            | 1(6wk)          | 20           | Nr.1 in de Single Top 100 / Nr.1 in de Mega Top 50 / Megahit |

| Single met hitnotering(en) in de Vlaamse Ultratop 50 | Datum van verschijnen | Datum van binnenkomst | Hoogste positie | Aantal weken | Opmerkingen                          |
| ---------------------------------------------------- | --------------------- | --------------------- | --------------- | ------------ | ------------------------------------ |
| One day / Reckoning Song (Wankelmut rmx)             | 2012                  | 11-08-2012            | 1(5wk)          | 26           | Nr. 1 in de Radio 2 Top 30 / Platina |
| Different Pulses                                     | 2013                  | 12-01-2013            | tip46           | -            |                                      |
| Love it or Leave it                                  | 2013                  | 13-04-2013            | tip72           | -            |                                      |
| My Old Pain                                          | 2017                  | 30-09-2017            | tip             | -            |                                      |

- Bibliothèque nationale de France: cb16653357k (data)
- Gemeinsame Normdatei: 14108264X
- International Standard Name Identifier: 0000 0000 7788 2305
- Library of Congress Control Number: n2013054683
- MusicBrainz: 5b9890b9-a2e8-4768-ad70-9f28bb81fc00
- Nationale Bibliotheek van Tsjechië: osa2013752635
- Nationale Bibliotheek van Israël: 987007297356905171
- SNAC: w66x6s8c
- Système universitaire de documentation: 168081032
- Virtual International Authority File: 120329978
- WorldCat: E39PBJktrhgFC7KpFJRb9DKmVC